# Saccharum bengalense
Saccharum bengalense är en gräsart som beskrevs av Anders Jahan Retzius. Saccharum bengalense ingår i släktet Saccharum och familjen gräs. Inga underarter finns listade i Catalogue of Life.

## Bildgalleri

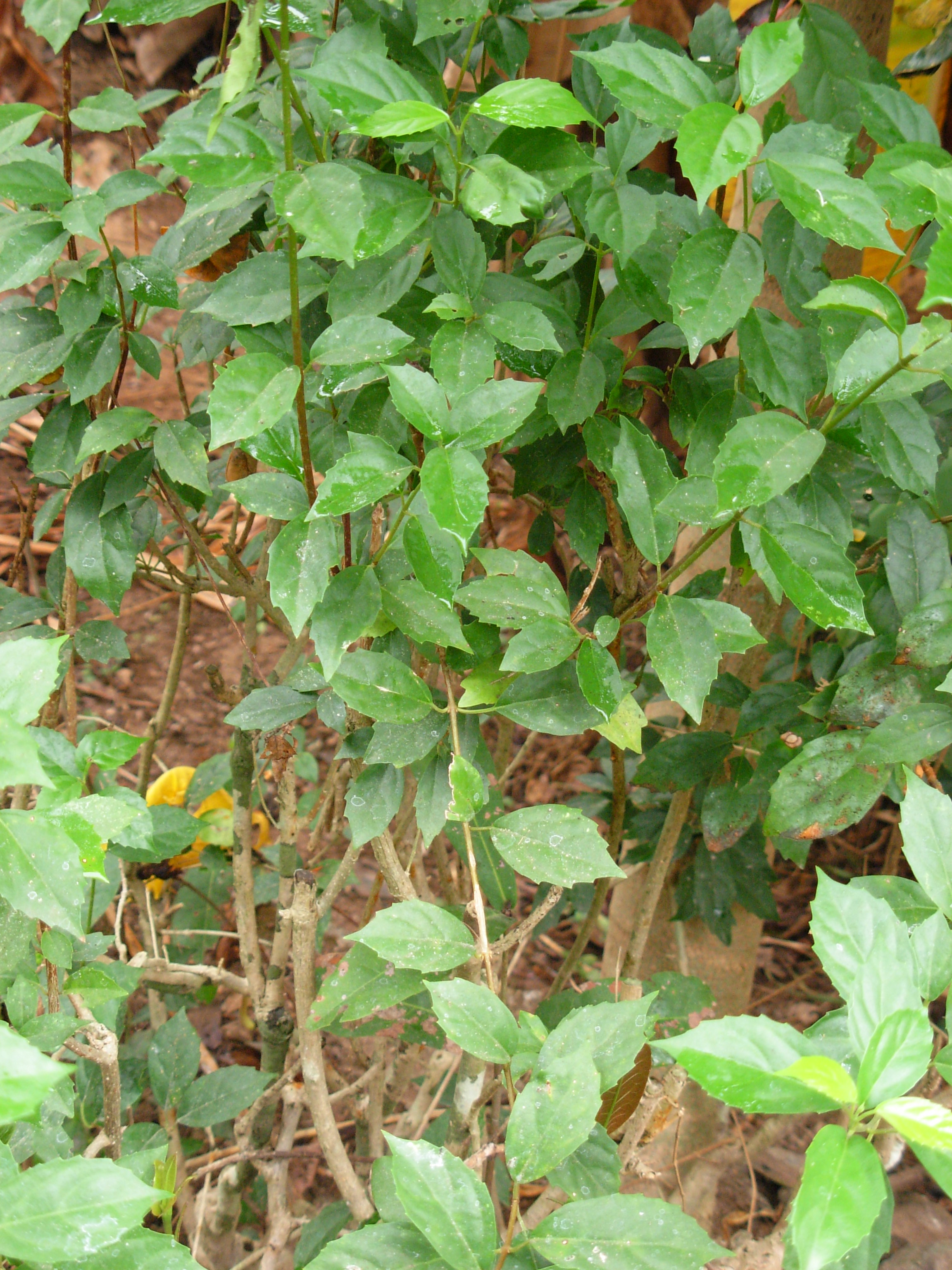
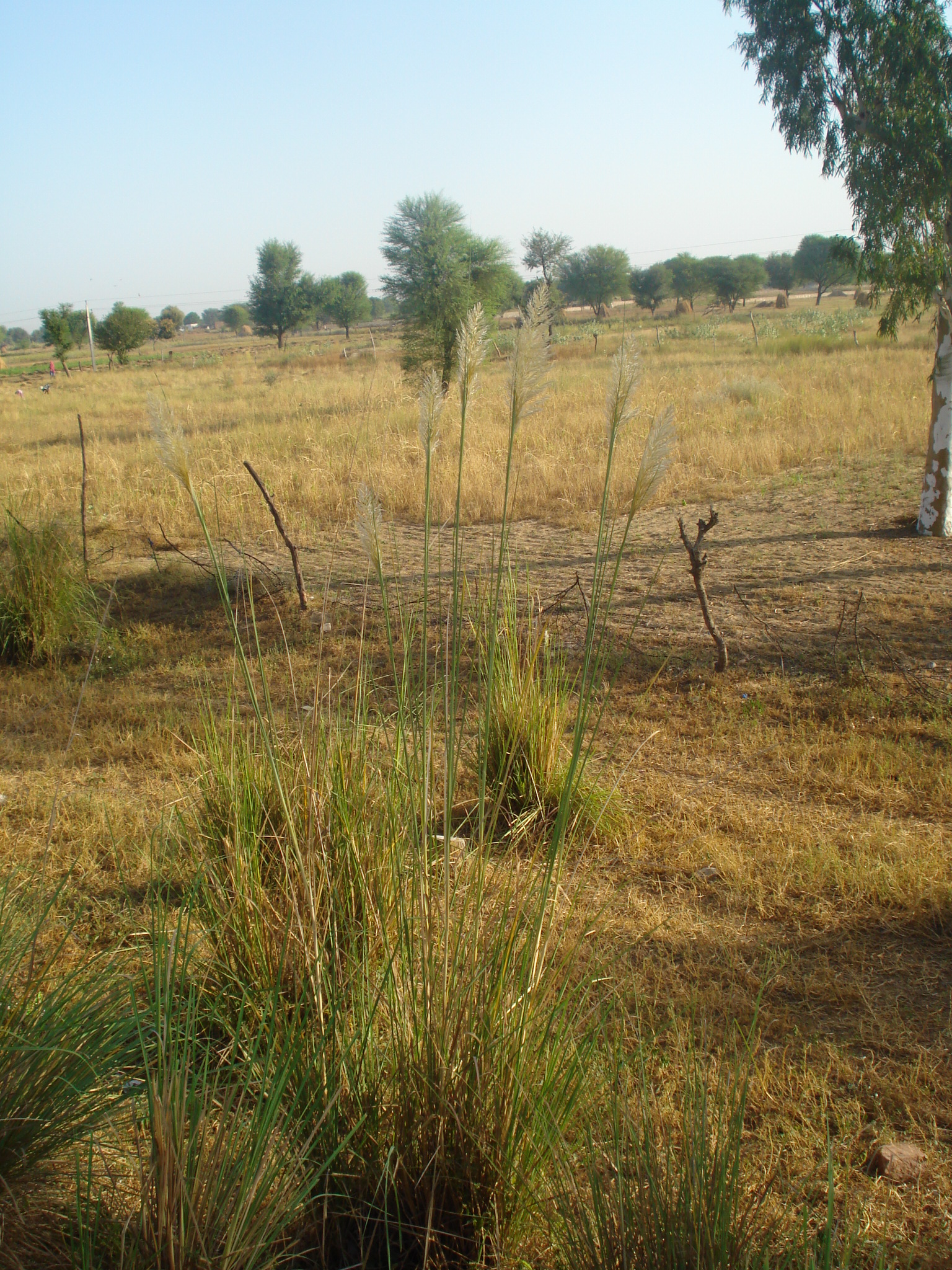
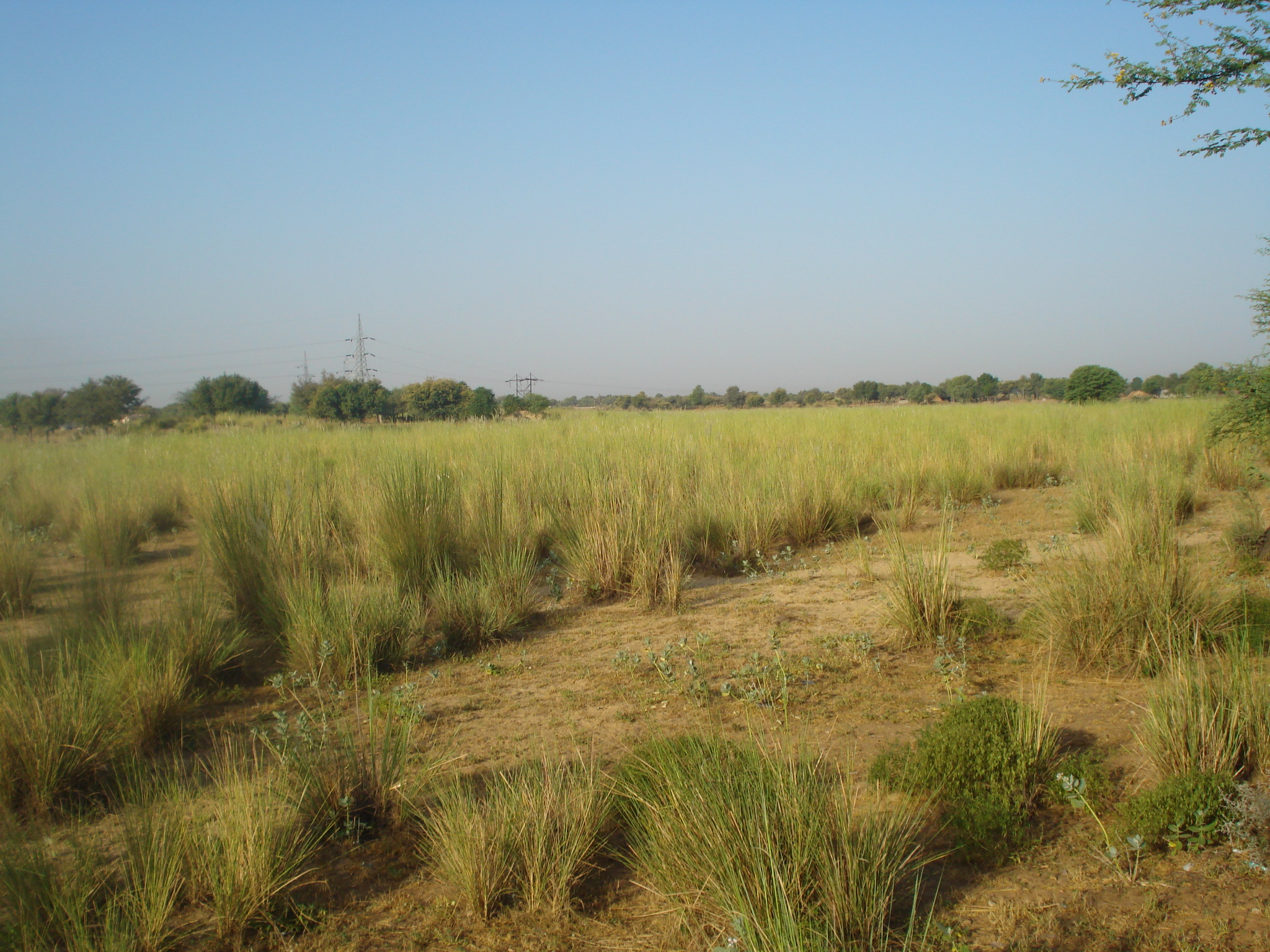